# Lepidopilidium furcatum
Lepidopilidium furcatum là một loài rêu trong họ Pilotrichaceae. Loài này được (Thwaites & Mitt.) Broth. mô tả khoa học đầu tiên năm 1907.